# Inimutaba
Inimutaba este un oraș situat în statul brazilian Minas Gerais (MG), Brazilia. Are o populație estimată la aproximativ 7.349 de locuitori în 2014 conform datelor IBGE (Instituto Brasileiro de Geografia e Estatística). De asemenea, se află la o distanță de aproximativ 6 km de orașul Curvelo, care este cel mai mare oraș din regiune.
Istoria orașului a început în secolul al XIX-lea, odată cu construcția unei fabrici de țesături numită Fiação e Tecelagem Cedro e Cachoeira, numele cel mai comun al localității Inimutaba, care în limba indigenă înseamnă "satul țesătorilor". 
Timp de aproape o sută de ani, viața locului s-a desfășurat în jurul unei mici industrii de țesut care producea așa-numita "raw americano", un material textil brut care era trimis la o altă filială din Sete Lagoas, unde era vopsit și imprimat.
În anul 1961, Inimutaba și-a câștigat emanciparea și a devenit un oraș independent, după ce a fost anterior un district al Curvelo. Această schimbare a adus o mai mare autonomie și o mai mare putere decizională pentru locuitorii orașului. 
La începutul anilor 1990, fabrica a fost închisă, iar acest lucru a lăsat orașul într-o stare de agitație. Cu toate acestea, oamenii din oraș s-au adaptat treptat la noua realitate. Astăzi, orașul are o varietate de activități și servicii pentru locuitori. Industria textilă a fost reactivată și este acum principala unitate de producție a grupului Sertex, care mai are două unități în Cachoeira da Prata și în Vila Velha. 
În prezent, cel mai important eveniment din oraș este "Forró de Inimutaba", un festival care are loc la sfârșitul lunii iulie. Acest festival a devenit o tradiție în regiune și atrage mulți vizitatori din afara orașului. În timpul festivalului, se organizează diverse activități, cum ar fi concerte, dansuri și târguri de produse locale.
O altă atracție populară din oraș este blocul de carnaval local, unde locuitorii se organizează și organizează parade și alte evenimente în timpul sezonului de carnaval.